# Những mảnh đời rừng
Những mảnh đời rừng (tiếng Đức: Dschungelzeit) hay Ngọn tháp Hà Nội (tiếng Đức: Turm von Hanoi) là bộ phim truyện hợp tác Đức–Việt Nam đầu tiên, do Hãng phim truyện DEFA và Hãng phim truyện Việt Nam tại Hà Nội sản xuất. Bộ phim do đạo diễn người Việt Trần Vũ và đạo diễn người đức Jörg Foth hợp tác thực hiện.

## Lịch sử
Những mảnh đời rừng kể về những người lính Đức đã đào ngũ gia nhập vào Binh đoàn Lê dương trong Chiến tranh Đông Dương và sau đó được trao trả về Đức với sự giúp đỡ của Đảng Xã hội chủ nghĩa ở Cộng hòa Dân chủ Đức mới thành lập. Phim được quay tại Việt Nam năm 1987 và là phim truyện nước ngoài đầu tiên được thực hiện hoàn toàn trong nước.

## Đoàn làm phim
- Biên tập: Brigitte Bernert
- Thiết kế mỹ thuật: Nguyễn Như Giao, Peter Wilde [de]
- Phục trang: Nguyễn Như Giao, Werner Bergemann, Nguyễn Thị Lan, Marcel Manoury
- Hóa trang: Nguyễn Thị Hường, Klaus Friedrich, Lê Thuận Toàn, Ursala Funk
- Âm thanh: Đào Văn Biên, Günter Springer, Hans-Henning Tholert, Gerhard Ribbeck
- Chủ nhiệm: Trần Quang Chính, Hans-Erich Busch

## Diễn viên
| - Nghệ sĩ nhân dân Bùi Bài Bình vai Hải. - Hans-Uwe Bauer vai Armin Bauer. - Sewan Latchinian vai Eddy. - Khánh Huyền vai Vân. - Nghệ sĩ nhân dân Đoàn Dũng vai Sơn. - Nghệ sĩ nhân dân Phương Thanh vai Liên. - Nghệ sĩ nhân dân Trịnh Thịnh vai Lù Khù. - Nghệ sĩ nhân dân Như Quỳnh vai Nam. | - Tuấn Tú vai Kim. - Phạm Đông vai Hoàng. - André Hennicke vai Bäcker. - Thomas Wolff vai Charly. - Carl Heinz Choynski vai Gecko. - Joachim Lätsch vai Kaupel. - Hans-Otto Reintsch vai Malaria-Benny. |

Và một số nghệ sĩ khác như Nghệ sĩ nhân dân Đào Mộng Long, Nghệ sĩ ưu tú Bùi Cường,...